# Erebia yatsugadakeana
Erebia yatsugadakeana är en fjärilsart som beskrevs av Matsumura 1928. Erebia yatsugadakeana ingår i släktet Erebia och familjen praktfjärilar. Inga underarter finns listade i Catalogue of Life.